# San Sossio Baronia
San Sossio Baronia – miejscowość i gmina we Włoszech, w regionie Kampania, w prowincji Avellino.
Według danych na 1 stycznia 2022 roku gminę zamieszkiwało 1517 osób (739 mężczyzn i 778 kobiet).